# Germinal (hónap)

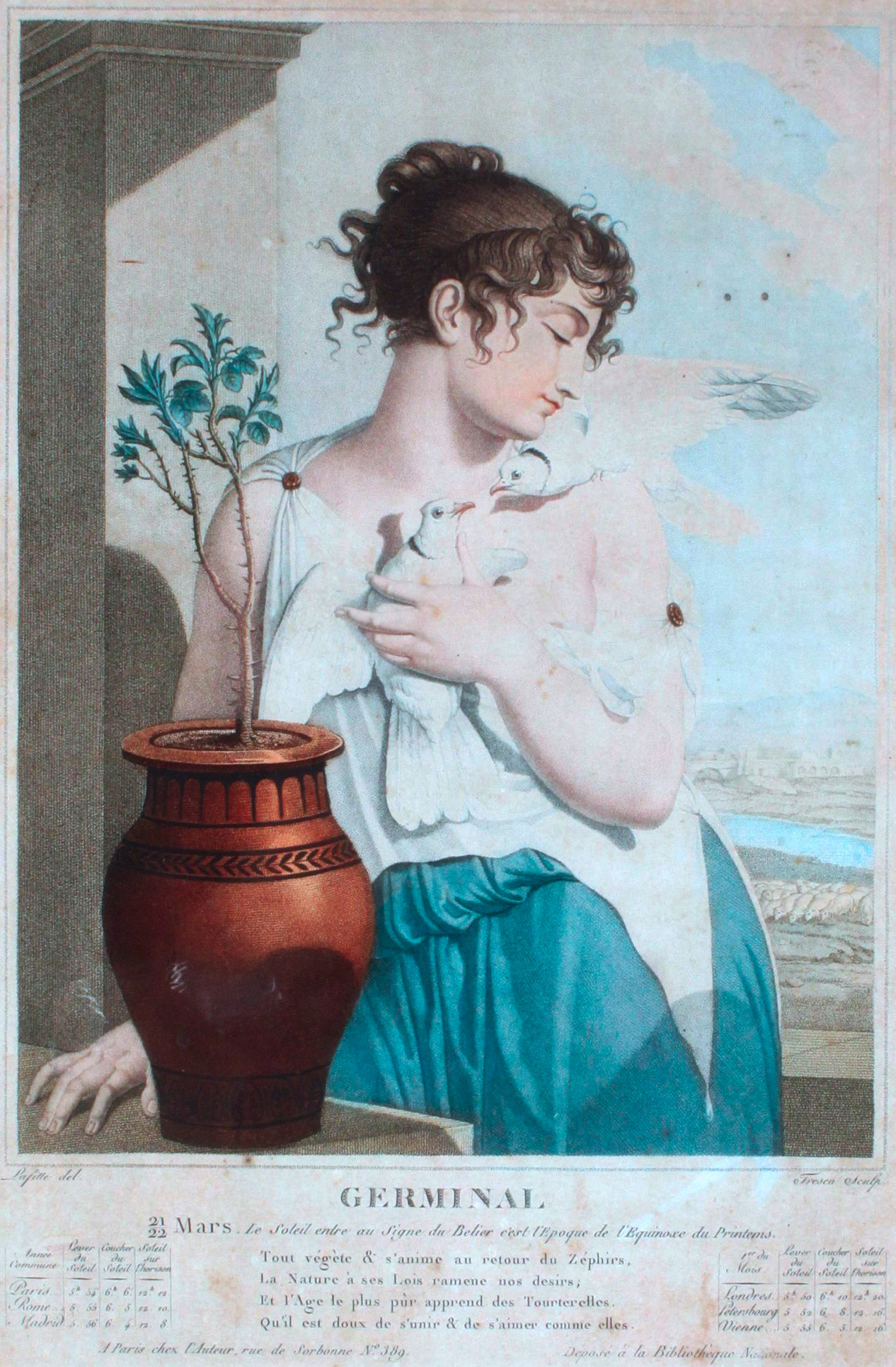
A hónap allegorikus ábrázolása

Germinal (ejtsd: zserminál), magyarul: Sarjadás hava, a francia forradalmi naptár hetedik, tavaszi hónapja.
Megközelítően – az évektől függően egy-két nap eltéréssel – megegyezik a Gergely-naptár szerinti március 21-étől április 19-éig terjedő időszakkal, amikor a Nap az asztrológia szerint az állatöv Kos jegyében tartózkodik.
A  latin germen, „csíra, hajtás” szóból származik, mivel „márciusban és áprilisban a növényi nedvek megnőnek és megpezsdülnek”, olvasható Fabre d’Églantine költő javaslatában, melyet 1793. október 24-én, a „Naptárkészítő Bizottság” nevében nyújtott be a Nemzeti Konventnek.
1806. január 1-jén a franciák visszatértek a Gergely-naptár használatára, ezért a XIV. esztendőben Sarjadás hava már nem volt.
E hónap nevét választotta világhírű regénye címének 1885-ben Émile Zola francia író: Germinal.
A regényből két francia filmadaptáció készült:
- 1963-ban Yves Allégret francia rendező készítette el Germinal címen, francia–magyar koprodukcióban,
- 1993-ban Claude Berri francia rendező forgatott filmet Germinal címen.

Ugyancsak e hónap nevét viseli a francia haditengerészet F-735 lajstromjelű, Prairial osztályú fregattja.

## Átszámítás
| I. év | II. év | III. év | IV. év | V. év | VI. év | VII. év |

| március | 1793 | 1794 | 1795 | 1796 | 1797 | 1798 | 1799 | április |

| I. év | II. év | III. év | IV. év | V. év | VI. év | VII. év |

| március | 1793 | 1794 | 1795 | 1796 | 1797 | 1798 | 1799 | április |

| VIII. év | IX. év | X. év | XI. év | XII. év | XIII. év |

| március | 1800 | 1801 | 1802 | 1803 | 1804 | 1805 | április |

| VIII. év | IX. év | X. év | XI. év | XII. év | XIII. év |

| március | 1800 | 1801 | 1802 | 1803 | 1804 | 1805 | április |

## Napjai
| A "Germinal" hónap napjai | A "Germinal" hónap napjai | A "Germinal" hónap napjai | A "Germinal" hónap napjai | A "Germinal" hónap napjai | A "Germinal" hónap napjai | A "Germinal" hónap napjai |
| ------------------------- | ------------------------- | ------------------------- | ------------------------- | ------------------------- | ------------------------- | ------------------------- |
|                           | 1. dekád                  | 1. dekád                  | 2. dekád                  | 2. dekád                  | 3. dekád                  | 3. dekád                  |
| Primidi                   | 1.                        | Primevère (primula)       | 11.                       | Pervenche (meténg)        | 21.                       | Gainier (júdásfa)         |
| Duodi                     | 2.                        | Platane (platán)          | 12.                       | Charme (gyertyán)         | 22.                       | Romaine (római saláta)    |
| Tridi                     | 3.                        | Asperges (spárga)         | 13.                       | Morille (kucsmagomba)     | 23.                       | Marronnier (gesztenyefa)  |
| Quartidi                  | 4.                        | Tulipes (tulipán)         | 14.                       | Hêtre (bükk)              | 24.                       | Roquette (borsmustár)     |
| Quintidi                  | 5.                        | Poule (tyúk)              | 15.                       | Abeille (méh)             | 25.                       | Pigeon (galamb)           |
| Sextidi                   | 6.                        | Blette (kínai kel)        | 16.                       | Laitue (saláta)           | 26.                       | Anémone (kökörcsin)       |
| Septidi                   | 7.                        | Bouleau (nyírfa)          | 17.                       | Mélèze (vörösfenyő)       | 27.                       | Lilas (orgona)            |
| Octidi                    | 8.                        | Jonquille (sárga nárcisz) | 18.                       | Ciguë (bürök)             | 28.                       | Pensée (árvácska)         |
| Nonidi                    | 9.                        | Aulne (égerfa)            | 19.                       | Radis (retek)             | 29.                       | Myrtille (áfonya)         |
| Decadi                    | 10.                       | Couvoir (tyúkültető kas)  | 20.                       | Ruche (kaptár)            | 30.                       | Greffoir (oltókés)        |